# 罗斯·佩罗
亨利·罗斯·佩罗（英語：Henry Ross Perot，/pəˈroʊ/，1930年6月27日—2019年7月9日）是一位美国商人，曾经两次参加总统竞选，分别是1992年和1996年，最終均敗選告終，但仍是在普選票方面表現最強勁的第三方候選人之一。

## 早年生活
佩罗出生于得克萨斯州特克萨卡纳，父亲是专门从事棉花合约的商品经纪人。他的父系线可以追溯到18世纪40年代法国和加拿大到路易斯安那州的移民。1947年他毕业于得克萨斯高中。佩罗儿时的朋友Hayes McClerkin，以后成了阿肯色州众议院議長和一位杰出的律师。
佩罗加入了美國童軍并于13个月后的1942年成为了鷹級童軍。他是一个杰出的鹰童军奖章获得者。
从1947年到1949年，他在特克萨卡纳初级学院学习，随后于1949年进入安纳波利斯海军学院，并帮助建立了荣誉系统。
1962年佩罗创立了电子数据系统公司 (EDS)，1984年将公司卖给了通用汽车公司，1988年创立了佩罗系统公司。2009年佩罗系统以39亿美元的价格卖给戴爾。2012年佩罗的身家估计有35亿美元，被《福布斯》列为美国富豪榜第134名。

## 政治立场及竞选总统

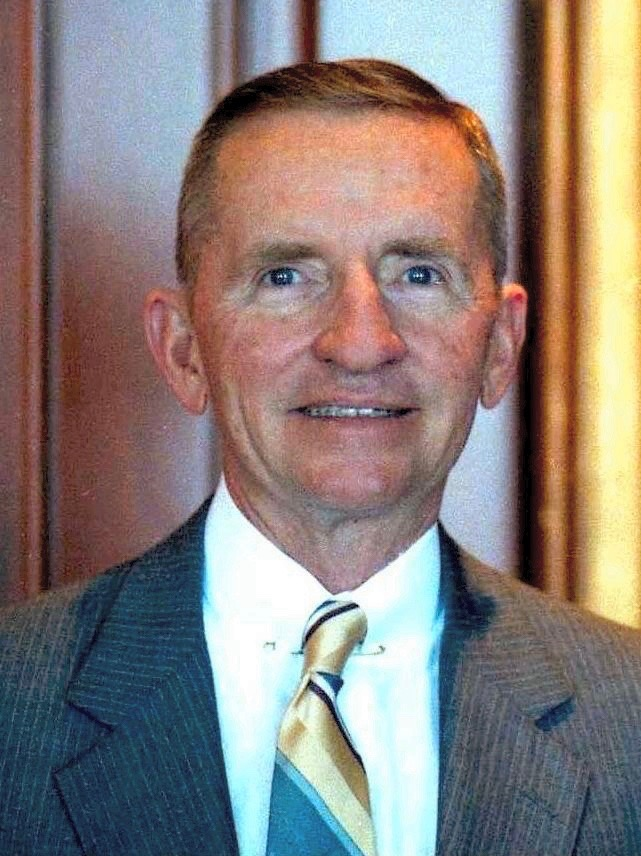
1986年的佩罗

佩羅曾於1990年反對第一次海灣戰爭，再者其主張貿易保護主義及民粹主義，對於雷根和老布什的雷根經濟學政策不認同，特別是後期簽訂的北美自由貿易協定（NAFTA）；1992年美國總統選舉，佩羅獨立參選總統，獲得19%的普選票（即使無法獲得一張選舉人票），大部分支持者來自白人藍領工人階級。1996年美國總統選舉，佩羅代表美国改革党參選總統但仍失利。之後不再參加總統選舉。
2000年美國總統選舉，佩羅加入共和黨，支持喬治·W·布希參選總統；2008年美國總統選舉及2012年美國總統選舉，佩羅兩度支持共和黨候選人米特·羅姆尼參選總統。

## 个人生活

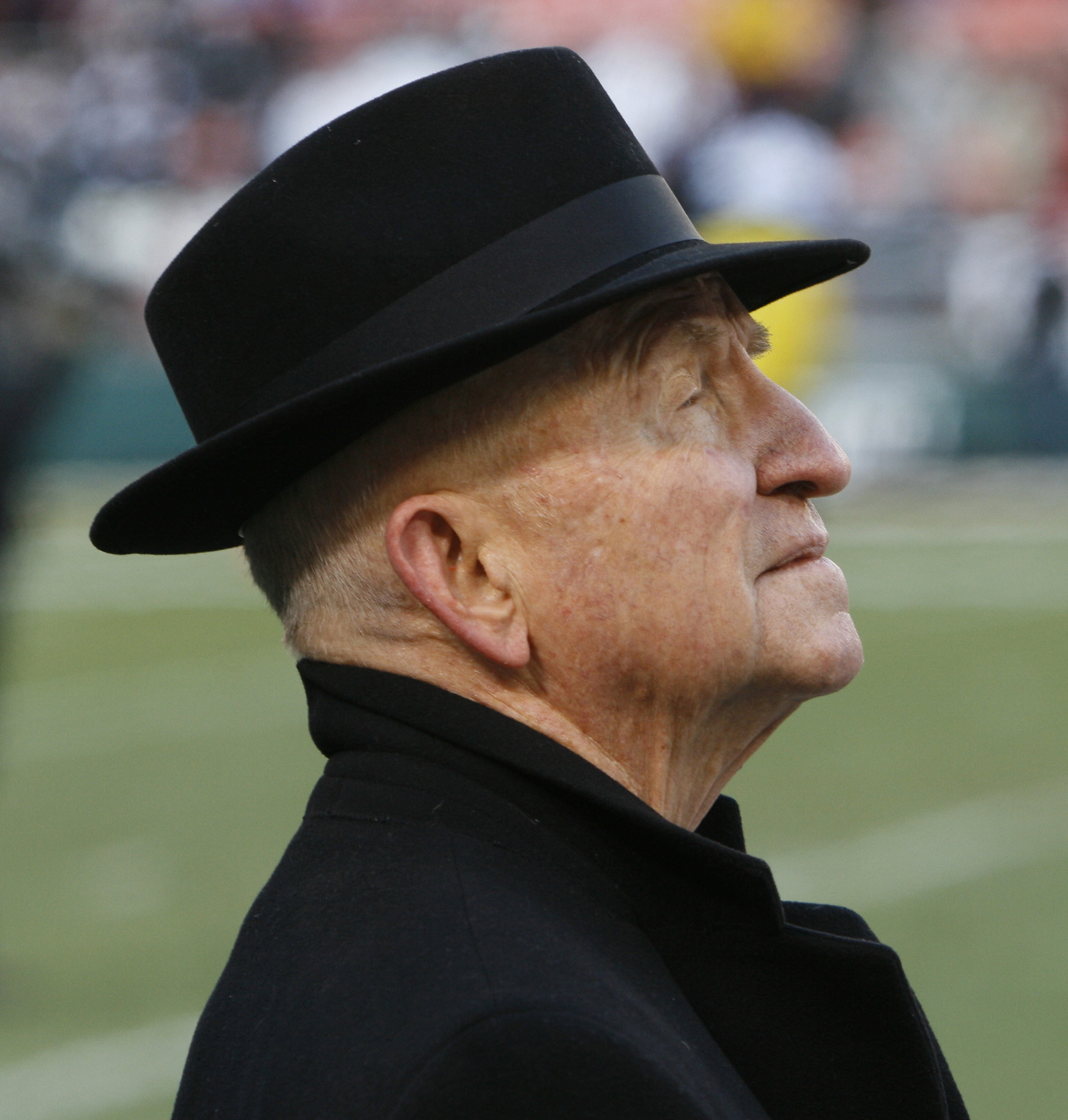
2009年的佩罗

1956年佩罗与Margot Birmingham在宾夕法尼亚州格林斯堡结婚。佩罗和他的妻子有五个孩子：Ross Jr.，Nancy，Suzanne，Carolyn和Katherine。截至2012年，他们共有16个孙子孙女。

## 竞选历史
1992年美国总统选举
- 比尔·克林顿/阿尔·戈尔 (民主黨) – 44,909,806 (43.0%) 370张选举人票（32个州和华盛顿特区）
- 乔治·赫伯特·沃克·布什/丹·奎尔 (共和黨) (Inc.) – 39,104,550 (37.4%) 168张选举人票（18个州）
- 罗斯·佩罗/詹姆斯·斯托克代尔 (獨立) – 19,743,821 (18.9%) 0张选举人票
- 安德烈·V·马洛/Nancy Lord (自由黨) – 290,087 (0.3%) 0张选举人票

1996年美国总统选举
- 比尔·克林顿/阿尔·戈尔 (民主黨) (Inc.) – 47,400,125 (49.2%) 379张选举人票（31个州和华盛顿特区）
- 鲍勃·多尔/杰克·肯普 (共和黨) – 39,198,755 (40.7%) 159张选举人票（19个州）
- 罗斯·佩罗/帕特·乔特 (改革黨) – 8,085,402 (8.4%) 0张选举人票

## 延伸阅读
- Thomas M. Defrank, et al. Quest for the Presidency, 1992. Texas A&M University Press. 1994.
- Mason, Todd (1990). Perot. Business One Irwin. ISBN 1-55623-236-5 An unauthorized biography by a longtime Perot watcher.
- Doron P. Levin, Irreconcilable Differences: Ross Perot Versus General Motors (New York: Plume, 1990)
- Thomas Moore, The GM System is Like a Blanket of Fog （页面存档备份，存于）, Fortune, February 15, 1988
- Posner, Gerald Citizen Perot: His Life and Times Random House. New York 1996
- Clinton, Bill (2005). My Life. Vintage. ISBN 1-4000-3003-X.
- Forbes 400 （页面存档备份，存于）
- Rapoport, Ronald and Walter Stone.  Three's a Crowd: The Dynamic of Third Parties, Ross Perot, and Republican Resurgence Ann Arbor: University of Michigan Press, 2005.